# Ogovia hesperia
Ogovia hesperia är en fjärilsart som beskrevs av George Francis Hampson 1926. Ogovia hesperia ingår i släktet Ogovia och familjen nattflyn. Inga underarter finns listade i Catalogue of Life.